# ヤッフォ門
座標: 北緯31度46分35.5秒 東経35度13分39.7秒 / 北緯31.776528度 東経35.227694度

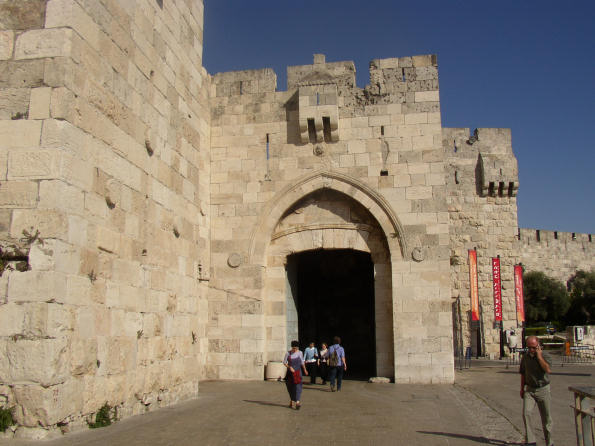
ヤッフォ門

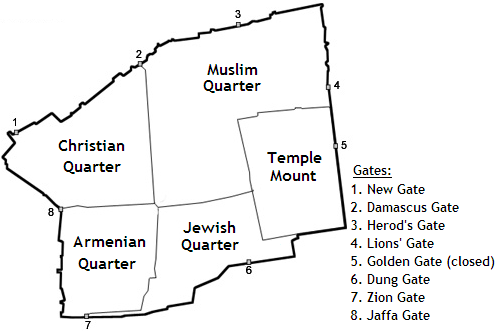
エルサレム旧市街の概略図。出入りできる門は左上から、1.新門、2.ダマスカス門、3.ヘロデ門、4.ライオン門、5.黄金門（閉鎖）、6.糞門、7.シオン門、8.ヤッフォ門がある。

ヤッフォ門（ヤッフォもん、英語: Jaffa Gate）はイスラエルの城壁に囲まれたエルサレム旧市街から出入りできる7つの門の一つで、西側の中央にあり、往時は海港ヤッフォ（現在はテルアビブの南部地区）で上陸した巡礼者たちがヤッファ街道（市内はヤッファ通り）を通りエルサレム神殿に詣でたので、この名がある。
現在の石造りの門はオスマン帝国がエルサレムを支配していた頃の1538年に建てられて、L字型の格好をしていて、敵が入りにくくしている。隣接してすぐ南にある広い開口部を通して、車が旧市街へ入ることができる。
ヤッフォ門を入ったところはアルメニア人地区とキリスト教徒地区の境になっていて、ダビデの塔があり、そこから北に聖墳墓教会がある。しかしキリスト教巡礼者が多く通過する門は旧市街の東にあるライオン門からで、ヴィア・ドロローサを通って聖墳墓教会へ達する。

## 参照項目
- エルサレム旧市街